# UTC−09:00
Giờ UTC−9 được sử dụng tại:
- Polynesia thuộc Pháp
  - Quần đảo Gambier
- Hoa Kỳ (AKST—Giờ chuẩn Alaska)
  - Alaska* (hầu hết tiểu bang)

Thời gian này hiện tại: 23/03/2025 17:08:35